# Evangelische Immanuel-Kirche Marten

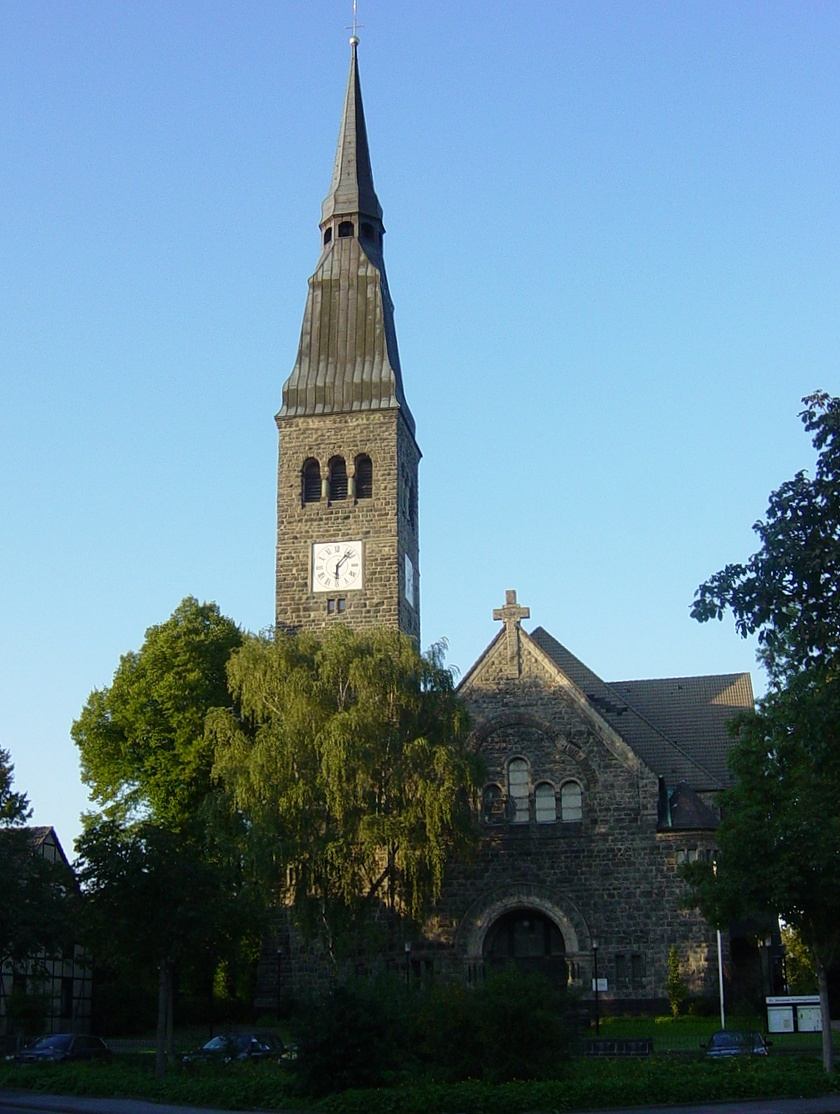
Immanuel-Kirche

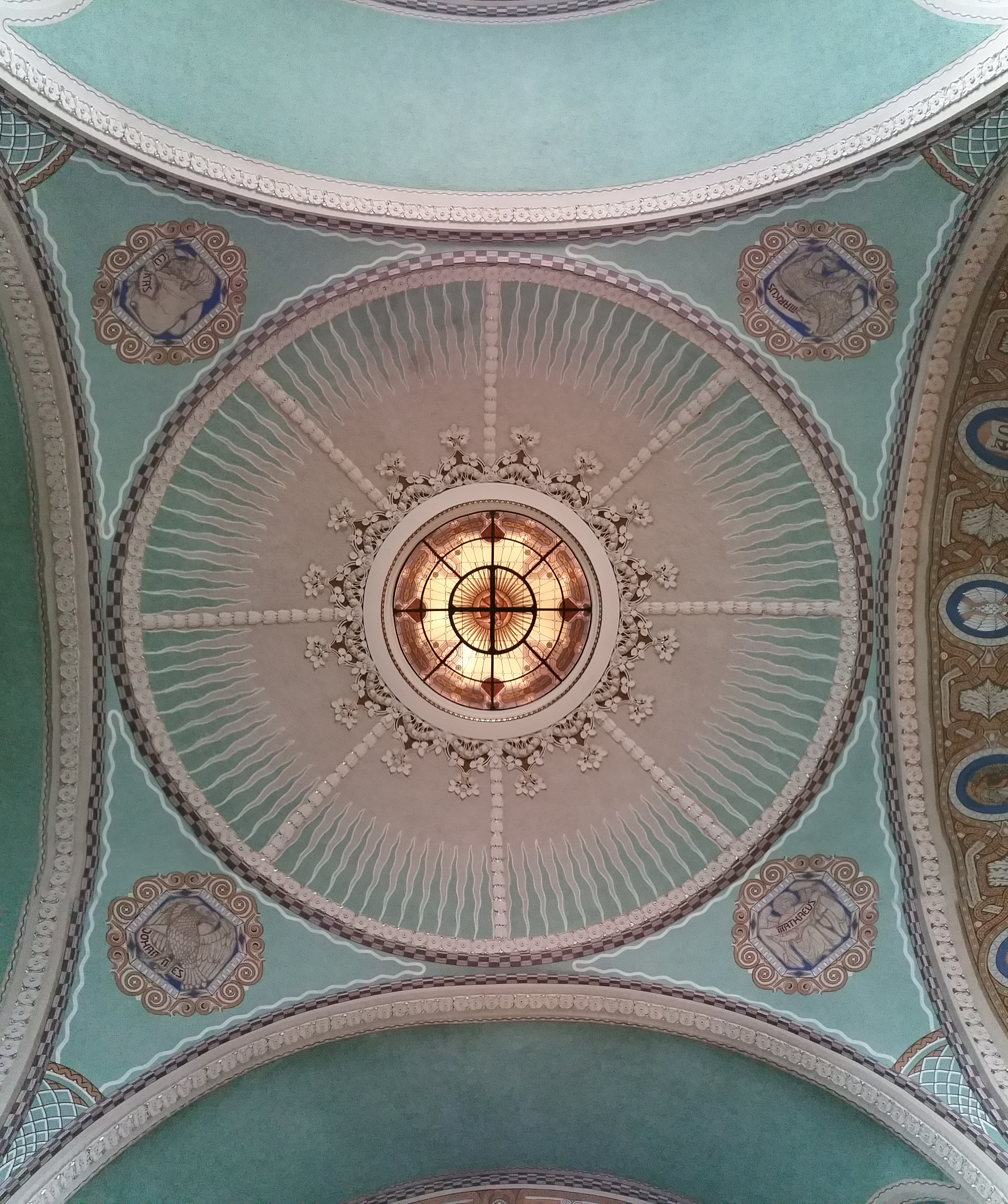
Kuppel mit Glasbild (Friedenstaube) und den Evangelistensymbolen

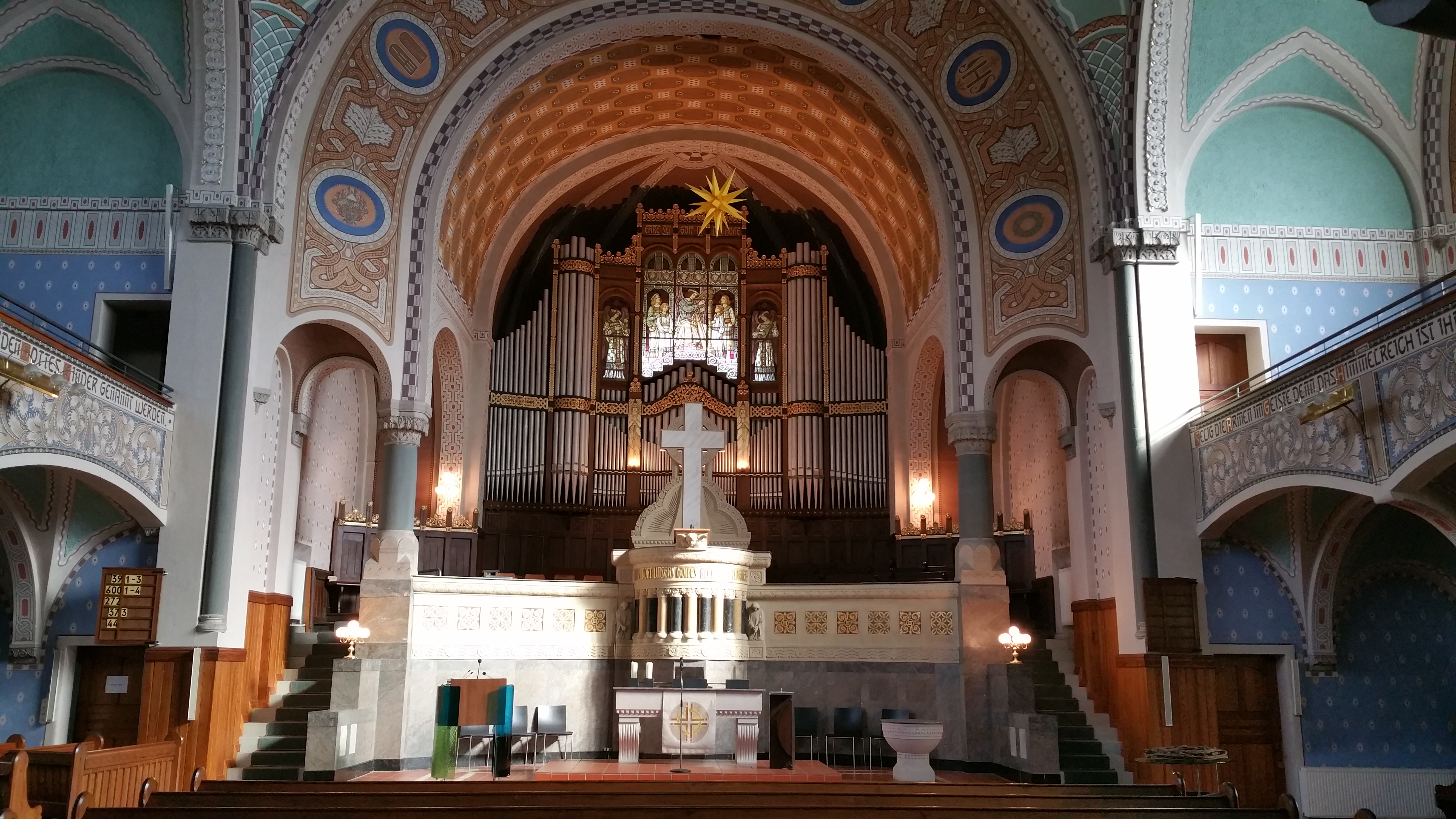
Innenraum mit Altar, Kanzel und Orgel unter dem Triumphbogen

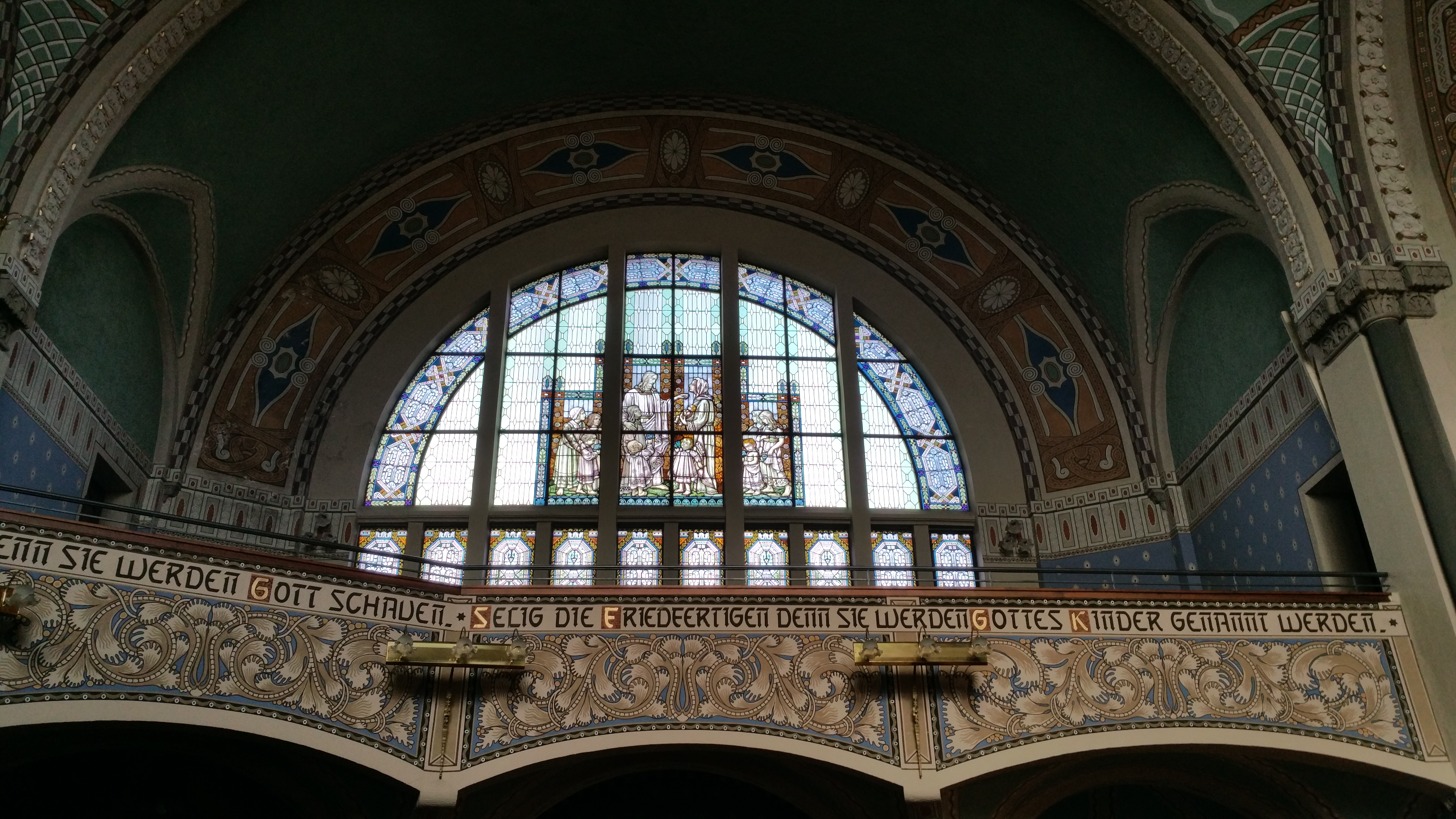
Empore mit Westfenster Jesus segnet die Kinder

Die evangelische Immanuel-Kirche ist ein denkmalgeschütztes Kirchengebäude im Bärenbruch 17, in Marten, einem Stadtteil von Dortmund in Nordrhein-Westfalen.

## Geschichte und Architektur
Der kreuzförmige Zentralbau wurde von 1906 bis 1908 nach Plänen von Arno Eugen Fritsche errichtet, eingeweiht wurde der Neubau am 18. März 1908. Aufgrund der Form des Baugrundstückes ist die Kirche nicht geostet, der Eingang befindet sich im Süden, der Altar steht im Norden, das ganze Gebäude ist etwa 30° aus der Nord-Süd-Achse im Uhrzeigersinn gedreht. Die beiden großen Jugendstilfenster sind an der Ost- und der Westseite der Kirche. Der hohe Turm, mit leicht geschweiftem Spitzhelm, steht im Winkel zwischen der Fassade und dem Querarm. Die Wände in romanisierenden Formen, aus bruchrauem Westerwälder Granit, sind geschlossen. Durch die Anbauten wirkt das Gebäude burgähnlich. Über der monumental gerahmten Eingangsnische befindet sich eine Fenstergruppe. Die Querarme sind durch große, halbrunde Fenster gegliedert. Der Hauptraum wird von der in der Mitte befindlichen, verglasten Pendentifkuppel bestimmt. In den Altarraum wurde ein Tonnengewölbe eingezogen, die Seitenarme sind mit Gratgewölben ausgestattet. Die umlaufende Empore fasst den Raum zusammen und entspricht so der zentralisierenden Disposition, gemäß dem Wiesbadener Programm für den evangelischen Kirchenbau von 1891. Der Raum ist auf den Altar und die Kanzel orientiert. Die vollständig erhaltene, zum Teil wiederhergestellte, stark vom Jugendstil geprägte, historische Ausstattung ist bemerkenswert. Die Wand- und Gewölbeflächen sind hellfarbig ornamental bemalt. Die Anlage des Altars sowie der erhöhten Sängerbühne mit Kanzel und Orgel ist von einem Triumphbogen überfangen. Die Kirche wurde von 1982 bis 1989 umfangreich restauriert.
Den Namen Immanuel-Kirche trägt das Gebäude erst seit den 1980er Jahren. Damals übernahm sie den Namen von ihrer Ostberliner Partnerkirche.

## Orgeln

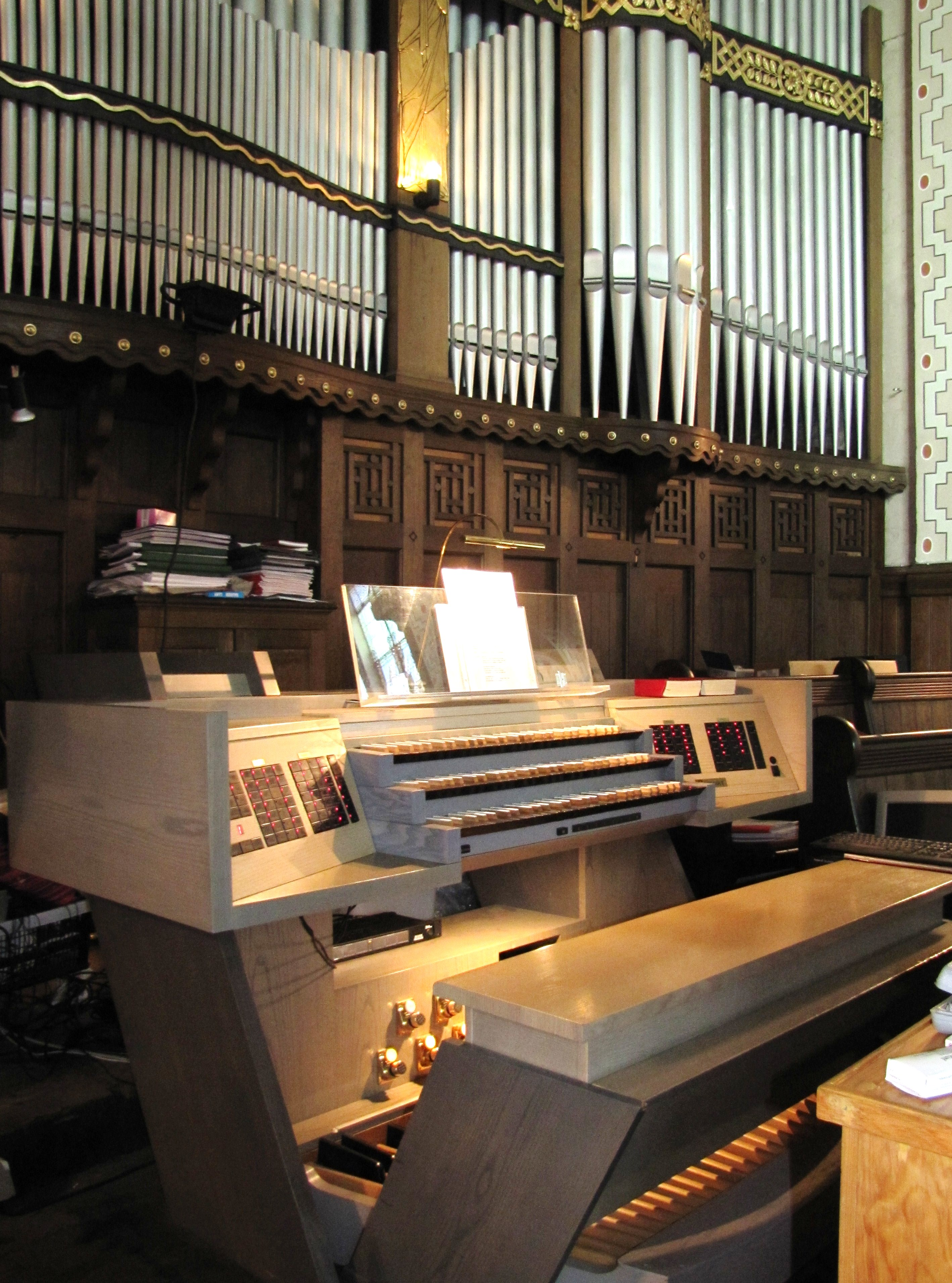
Spieltisch Benediktorgel

Zusammen mit der Kirche wurde 1908 auch eine pneumatische Orgel (Opus 1398) der Firma Eberhard Friedrich Walcker mit 32 Registern (3 Transmissionen) auf 2 Manualen (Hauptwerk / Schwellwerk) und Pedal eingebaut. Diese befindet sich vorne und bildet mit ihrem Prospekt, welcher eines der großen Jugendstilfenster einrahmt, die Rückwand der Sängerempore und der bühnenartig aufsteigenden Anordnung von Altar, Kanzel und Kanzelkreuz. Leider war die Orgel durch die „moderne“ Dampfheizung bereits Mitte der 1960er Jahre so reparaturbedürftig, dass sich die Gemeinde dazu entschloss den gesamten Pfeifenbestand (bis auf die im Prospekt befindlichen) sowie die Bleikondukten als Altmetall zu verkaufen und das marode Instrument durch ein elektronisches Modell der Firma Ahlborn zu ersetzen.
Nachdem der Innenraum durch die Rekonstruktion der historischen Ausmalungen wieder in seinen ursprünglichen Zustand versetzt worden war, erlaubte die nach der Restaurierung leere Kasse der Gemeinde nicht mehr den Neubau einer Pfeifenorgel. So entschloss man sich zu einem für die damalige Zeit ungewöhnlichen Schritt: Die Firma Benedikt konzeptionierte eigens für diesen Raum eine Digitalorgel mit 103 Registern, verteilt auf 8 eigenständige Werke, und baute diese 1997 ein. Der einzig sichtbare Teil dieser Orgel ist der Spieltisch mit 3 Manualen und Pedal (6 Pistons für die Normalkoppeln, 2 Schwelltritte für 2. und 3. Manual), Tutti- und Sequenzer Auf-/Abtritte einer 8×8 = 64-fachen Setzeranlage mit externer Speichermöglichkeit. Die Verstärkeranlage sowie die 20 für dieses Instrument neu gebauten Lautsprecher stehen, zusammen mit den in das neue Instrument integrierten 6 Lautsprechern aus der alten Ahlbornorgel, hinter dem historischen Prospekt auf den noch vorhandenen Windladen. Seit 2009 wird die Benedikt-Orgel (über MIDI angeschlossen) durch einen Rechner ergänzt, auf dem das Softwareprogramm Hauptwerk läuft und auf dem unter anderem das SampleSet der Dorstfelder Sauer-Orgel installiert ist. Somit ist dieses Instrument trotz der Umsetzung in die Evangelische Stadtkirche Gronau weiterhin, wenn auch nur „akustisch virtuell“, in der Elias-Gemeinde zu hören.
Disposition der Walcker-Orgel von 1908:
| I Hauptwerk C–g3 |                        |     |
| 01.              | Bourdon                | 16′ |
| 02.              | Prinzipal              | 08′ |
| 03.              | Soloflöte              | 08′ |
| 04.              | Viola di Gamba         | 08′ |
| 05.              | Dulciana               | 08′ |
| 06.              | Gedackt                | 08′ |
| 07.              | Quintatön              | 08′ |
| 08.              | Oktav                  | 04′ |
| 09.              | Rohrflöte              | 04′ |
| 10.              | Oktav (vorab Nr. 11) 0 | 02′ |
| 11.              | Mixtur III             |     |
| 12.              | Cornett III–V          | 08′ |
| 13.              | Trompete               | 08′ |

| II Schwellwerk C–g3 |                  |        |
| 14.                 | Lieblich Gedeckt | 16′    |
| 15.                 | Geigenprinzipal  | 08′    |
| 16.                 | Salizional       | 08′    |
| 17.                 | Concertflöte     | 08′    |
| 18.                 | Aeoline          | 08′    |
| 19.                 | Vox Celeste      | 08′    |
| 20.                 | Flauto Dolce     | 04′    |
| 21.                 | Fugara           | 04′    |
| 22.                 | Piccolo          | 02′    |
| 23.                 | Sexquialtera II  | 02 ⁄3′ |
| 24.                 | Oboe             | 08′    |

| Pedal C–f1 |                               |     |
| 25.        | Contrabass                    | 16′ |
| 26.        | Subbass                       | 16′ |
| 27.        | Gedacktbass (Transm. Nr. 1) 0 | 16′ |
| 28.        | Oktavbass                     | 08′ |
| 29.        | Cello                         | 08′ |
| 30.        | Flötenbass (Transm. Nr. 3)    | 08′ |
| 31.        | Bassflöte (Transm. Nr. 9)     | 04′ |
| 32.        | Posaune                       | 16′ |

- Koppeln:
  - Normalkoppeln: II/I, I/P, II/P
  - Oktavkoppeln: Super I/I, Super II/I, Super II/II, Sub II/I
- Spielhilfen:
  - Feste Kombinationen (mf, Tutti), Crescendowalze
  - Freie Kombination, automatisches Pianopedal II.Manual
  - Handregister ab, Walze ab, Rohrwerke ab, Calcantenglocke

Die Balganlage war mit Schöpfern zum Treten und einem Ventilator (ca. 1200 min−1) mit Drehstrommotor ausgestattet.
Die Gesamtkosten der Orgel (ohne Gehäuse) beliefen sich auf 12.000 Mark, davon entfielen allein 900 Mark (7,5 %) auf das elektrische Gebläse sowie 164 Mark auf die Verlängerungen der Prospekt- sowie die Anfertigung von Blindpfeifen.